# Lộc Lâm
Lộc Lâm là một xã thuộc huyện Bảo Lâm, tỉnh Lâm Đồng, Việt Nam.

## Địa lý
Xã Lộc Lâm có vị trí địa lý:
- Phía đông giáp xã Lộc Phú
- Phía tây giáp xã Lộc Bảo
- Phía nam giáp xã B'Lá
- Phía bắc giáp tỉnh Đắk Nông.

Xã Lộc Lâm có diện tích 135,54 km², dân số năm 2022 là 2.866 người, mật độ dân số đạt 21 người/km².

## Lịch sử
Ngày 11 tháng 7 năm 1994, Chính phủ ban hành Nghị định số 65-CP về việc:
- Chuyển xã Lộc Lâm thuộc huyện Bảo Lộc cũ về huyện Bảo Lâm mới thành lập quản lý.
- Thành lập xã Lộc Phú trên cơ sở 13.900 ha diện tích tự nhiên và 1.712 nhân khẩu của xã Lộc Lâm.

Sau khi điều chỉnh địa giới hành chính, xã Lộc Lâm có 12.419 ha diện tích tự nhiên và 3.395 nhân khẩu.